# Marxa dels Roures Extreme
La Marxa dels roures es un evento deportivo de carreras de Montaña que se realiza en la ciudad de Montblanch (Tarragona) en torno a los meses de octubre o noviembre. Su distancia Reina, Marxa de Roures Extreme, de más de 90 km de distancia y con un desnivel superior a los 5.000 metros positivos, transcurre por senderos, pasos y pistas de los parques naturales de las Montañas de Poblet y Prades, de alto interés natural. 
La organización de este evento deportivo depende del club excursionista Alliberadrenalina, de la ciudad de Tarragona, empleando a sus asociados como voluntarios. 
Además de la prueba reina, existen las siguientes categorías:
- Maratón (42 km)
- Classica (25 km)
- Express (15 km)
- Iniciación (8 km)
- Canicross

La Marxa dels Roures que ya esta en su 5ª edición, se ha incluido en el campeonato de carreras de ultra distancia de la FEEC. En esta 5ª edición el nombre de "Marxa dels Roures" ha sido modificado a "Roures", ya que inicialmente si que empezó siendo una marcha de resistencia pero con los años se ha apostado por la competición "trail".
- Datos: Q56377508